# Fury 325
Fury 325 – stalowa kolejka górska firmy B&M (model Hyper Coaster) zbudowana w parku Carowinds w Stanach Zjednoczonych. Zalicza się do kategorii giga coaster (wysokość między 300 a 400 ft). Liczba 325 w nazwie nawiązuje do wysokości kolejki (325 ft, ok. 99,1 m).

## Historia
Park Carowinds zarejestrował nazwy "Centurion", "Fury" oraz "Fury 325" jako znaki towarowe odpowiednio w październiku 2013 roku, styczniu i czerwcu 2014 roku.
22 sierpnia 2014 roku park oficjalnie ogłosił budowę nowej kolejki pod nazwą Fury 325.
Budowa kolejki rozpoczęła się na przełomie września i października 2014 roku, a ukończona została na przełomie stycznia i lutego 2015 roku.
25 marca 2015 roku odbyło się otwarcie kolejki dla przedstawicieli mediów, a 28 marca roller coaster został otwarty dla gości parku.
30 czerwca 2023 roku kolejka została tymczasowo zamknięta na bliżej nieokreślony czas w wyniku pęknięcia głowicy jednej z podpór, do którego doszło 29 lub 30 czerwca, wskutek czego tor na łuku przez nią podpieranym całkowicie oddzielił się od podpory. Park Carowinds dowiedział się o awarii od jednego z gości parku, który zrobił zdjęcie uszkodzonej podporze. Następnie w mediach społecznościowych pojawiły się fotografie wskazujące na to, że do pęknięcia mogło dojść już dzień wcześniej.

## Tematyzacja
Kolejka nie posiada rozległych dekoracji. Logo i motyw plastra miodu umieszczony w jej otoczeniu nawiązują do szerszenia. Tor kolejki limonkowo-morski, podpory białe.

## Opis przejazdu
Po opuszczeniu stacji pociąg rozpoczyna wjazd na główne wzniesienie o wysokości 99 metrów, po czym zjeżdża z niego o 97,5 m w dół pod kątem 81° osiągając prędkość 153 km/h. Następnie wykonuje łagodny nawrót w prawo o wysokości 58 m (barrel turn) oraz rozciągnięty slalom prowadzący w okolice bramy wejściowej do parku. Pociąg wykonuje mocno przechylony zakręt w lewo (overbanked turn) po czym wznosi się po prawoskrętnej spirali na wysokość 48 m i natychmiast nurkuje do tunelu (hive dive). Następnie pociąg pokonuje kolejne wzniesienie z jednoczesnym łukiem w lewo o wysokości 31 m, po czym pokonuje wzniesienie o wysokości 34 m, spiralę o niemal 360° w prawo oraz dwa niewielkie wzniesienia przedzielone łagodnym łukiem w lewo. Pociąg pokonuje ostatni łuk w prawo, zostaje wyhamowany i wraca na stację.

## Miejsce w rankingach
| Golden Ticket Awards – Top 50 stalowych kolejek górskich | Golden Ticket Awards – Top 50 stalowych kolejek górskich | Golden Ticket Awards – Top 50 stalowych kolejek górskich | Golden Ticket Awards – Top 50 stalowych kolejek górskich | Golden Ticket Awards – Top 50 stalowych kolejek górskich | Golden Ticket Awards – Top 50 stalowych kolejek górskich | Golden Ticket Awards – Top 50 stalowych kolejek górskich | Golden Ticket Awards – Top 50 stalowych kolejek górskich | Golden Ticket Awards – Top 50 stalowych kolejek górskich | Golden Ticket Awards – Top 50 stalowych kolejek górskich |
| -------------------------------------------------------- | -------------------------------------------------------- | -------------------------------------------------------- | -------------------------------------------------------- | -------------------------------------------------------- | -------------------------------------------------------- | -------------------------------------------------------- | -------------------------------------------------------- | -------------------------------------------------------- | -------------------------------------------------------- |
| 2015                                                     | 2016                                                     | 2017                                                     | 2018                                                     | 2019                                                     | 2020                                                     | 2021                                                     | 2022                                                     | 2023                                                     | 2024                                                     |
| 4                                                        | 1                                                        | 1                                                        | 1                                                        | 1                                                        | ×                                                        | 1                                                        | 1                                                        | 1                                                        | 1                                                        |